# Volodymyr Dzhus
Volodymyr Dzhus, né le 23 juin 1993 à Donetsk, est un coureur cycliste ukrainien.

## Palmarès sur route

### Par année
- 2011
  - Cup President Moldova
- 2015
  - 2e du championnat d'Ukraine du contre-la-montre espoirs
- 2018
  - 2e de la Horizon Park Race Classic
- 2019
  - 2e de l'Odessa Grand Prix

### Classements mondiaux
| Année           | 2012 | 2013   | 2014 | 2015 | 2016   | 2017 | 2018 | 2019   |
| --------------- | ---- | ------ | ---- | ---- | ------ | ---- | ---- | ------ |
| UCI Europe Tour | 956e | 1 198e |      | 668e | 1 476e |      | 933e | 1 010e |

## Palmarès sur piste

### Championnats du monde
- Cali 2014
  - 13e de la poursuite par équipes
  - 17e de la poursuite
- Saint-Quentin-en-Yvelines 2015
  - 16e de la poursuite par équipes

### Championnats nationaux
- 2014
  - 2e du championnat d'Ukraine de poursuite
- 2017
  -  Champion d'Ukraine de poursuite
  -  Champion d'Ukraine de poursuite par équipes (avec Maksym Vasyliev, Ilya Klepikov et Roman Seliverstov)
- 2018
  - 2e du championnat d'Ukraine de poursuite par équipes
  - 2e du championnat d'Ukraine de l'américaine
- 2019
  -  Champion d'Ukraine de poursuite
  - 2e du championnat d'Ukraine de poursuite par équipes